# HiTBiT
HitBit（ヒットビット）は、ソニー（初代法人、現・ソニーグループ）が1980年代に使用していたパソコンおよびその周辺機器・対応ソフトのブランド名。同社MSX HB-55やSMC-777シリーズに使われた。それ以前の、SMC-70には用いられていない。また姉妹機としてワープロ専用機の「HiTBiT Word」も存在していた。
由来は「ヒット」するように + コンピュータの記憶単位である「ビット」、および誰にでも簡単に使えるパーソナルコンピュータとしてという意味で「人々」。テレビCMや雑誌広告でのキャッチコピーは「ひとびとの、ヒットビット」。イメージキャラクターに松田聖子を起用し、大手広告代理店の東急エージェンシーがテレビCMを制作した。

## ソフトウェア (MSX)
ライバルの松下電器産業（後のパナソニック〈初代法人〉→ パナソニックホールディングス）は自社レーベル「パナソフト」で発売されたソフトは「アシュギーネ」などわずかだったのに対し、ソニーはHiTBiTレーベルでのソフトのラインナップを強化した。
独自ソフトも多いが、アスキー・コナミ・HAL研究所等の他社製MSXソフトをHiTBiTレーベルにパッケージングしてラインナップに加えるケースもあった。これは、一般の家電・オーディオビジュアル機器の流通でパソコンソフトを販売する都合によるもので、独自の特約店ネットワーク（東芝ストアー）を持つ東芝や、文具店の流通ルートを持つカシオも同様の展開を行っていた。これらは供給元の物とゲーム内容は同一で、パッケージだけ変更して独自の型番を付帯して販売していた。

### 主なタイトル
- ガルフォース
- 奇々怪界
- キネティックコネクション
- ジュノファースト
- 聖飢魔II 悪魔の逆襲
- SENJYO
- ハイパーオリンピック
- バンゲリングベイ
- ファミリーボクシング
- マウザー
- ミスタードゥvsユニコーンズ
- レプリカート
- ロードランナー
- 魔法使いウィズ

## 書籍・雑誌
- 聖子のMSX入門編 ISBN 4-7897-0141-7 （1985年5月初版発行）
- 聖子のMSX応用編 ISBN 4-7897-0142-5 （1985年5月初版発行）
- 聖子のMSX文法書 ISBN 4-7897-0155-7 （1985年9月初版発行）
発行はいずれもCBSソニー出版。著者は服部康夫と石崎陽子であり、松田聖子本人ではない。主にBASICの解説書。
応用編にはサンプルとして「天使VS悪魔」というスプライト処理によるシューティングゲームのプログラムを掲載。敵機がサインカーブを描いて下りてくるところはギャラクシアンの動きを髣髴とさせる。
- Oh! HiTBiT
日本ソフトバンク発行の季刊誌。1984年から1987年にかけて全12冊発行された。ソニー独自のマシンであるSMC-70・SMC-777と、他社も互換機を発売していたMSXとの情報が、1冊の中に混在していた。初期のライターに、後にBeepに参加する鶴見六百がいる。